# عرب كولومبيا
العرب في كولومبيا يشير إلى العرب المهاجرين وذريتهم في جمهورية كولومبيا. جاء معظم عرب الشرق أوسطيين من لبنان والأردن وسوريا وفلسطين (توضيح) هاربين من قمع الدولة العثمانية التركية ومن المصاعب المالية. عندما فُرزو لأول مرة في موانئ كولومبيا، صُنفوا على أنهم أتراك لأن ما هو اليوم لبنان وسوريا والأردن وفلسطين كان من أراضي الدولة العثمانية التركية. تشير التقديرات إلى أن عدد سكان كولومبيا من أصول لبنانية يبلغ 700000 نسمة. بينما يقدر عدد السكان من أصول فلسطينية بما يتراوح بين 100،000 و 120،000 نسمة.
استقر معظم اللبنانيين السوريين في منطقة البحر الكاريبي في كولومبيا في مدن Maicao و Riohacha و Santa Marta و Lorica و Fundación و Aracataca و Ayapel و Calamar و Ciénaga و Cereté و Montería و Barranquilla بالقرب من حوض نهر Magdalena. توسعو لاحقًا إلى مدن أخرى وبحلول عام 1945 كان هناك عرب شرق أوسطيون يتحركون إلى مناطق الداخلية مثل Ocaña و Cúcuta و Barrancabermeja و Ibagué و Girardot و Honda و Tunja و Villavicencio و Pereira و Soatá و Neiva و Buga و Chaparral و Chinácota. كانت المحاور الخمسة الرئيسية لسكان العرب موجودة في مايكاو وبارانكويلا وقرطاجنة وبوغوتا وكالي. وصل معظمهم وهم ينتمون إلى الكنائس الأرثوذكسية الشرقية والكاثوليكية الشرقية، لكن الغالبية أصبحوا من الروم الكاثوليك. يتراوح عدد المهاجرين الذين دخلوا البلاد من 40 ألفًا إلى 50 ألفًا في عام 1945. وكان معظم هؤلاء المهاجرين من النصارى والبعض الآخر من المسلمين.
قام العديد من العرب بتكييف أسمائهم وألقابهم مع اللغة الإسبانية كوسيلة للتكيف بسرعة أكبر في المجتمعات التي وصلوا إليها. على سبيل المثال، قام الأشخاص من أصل عربي بتكييف الألقاب مثل Guerra (في الأصل حرب) وDomínguez (Ñeca) وDurán (Doura) و Lara (Larach) وCristo (صليبي) هذه عينة بين ألقاب أخرى كثيرة.